# 波德戈爾斯卡姐妹
波德戈爾斯卡姐妹；是一對波蘭姐妹，姐姐斯蒂芬妮亞·波德戈爾斯卡（波蘭語：Stefania Podgórska）（1925年6月2日—2018年9月29日）、妹妹海倫娜·波德戈爾斯卡（波蘭語：Helena Podgórska）（1935年—2022年12月5日）。在納粹德國對猶太人實行的大屠殺期間，時年16歲的姐姐斯蒂芬妮亞和年僅7歲的妹妹海倫娜，將13名男女老幼的猶太難民保護藏匿起來長達兩年之久，直到獲得自由。

## 軼事
波德戈爾斯卡姐妹出生於一個天主教的農家，父親早逝之後，母親獨自撫養七個子女生活。

### 二戰期間
1939年9月二戰爆發後，時年14歲的姐姐斯蒂芬妮亞在一家迪亞曼特（Diamant）的猶太人經營的小商店做工並和他們生活在一起，她所在的城鎮位於波蘭南部的普熱梅希爾，當時這座城鎮屬於蘇聯軍隊與德軍的交界之處，迪亞曼特一家所在地是在蘇聯占領區之内。1941年6月蘇德戰爭爆發，當地陷於了混亂。斯蒂芬妮亞擔心家人，想要回家探望，但由於交通受阻，遲遲無法動身。到了1942年，隨著納粹對猶太人迫害的加劇，她的雇主迪亞曼特一家也被送往到集中營。當斯蒂芬妮亞終於回到家中後，得知她的母親和哥哥已被德國人帶到德國去做奴工。在姐姐回來之前，幼小的妹妹海倫娜不得不住在鄰居家中。斯蒂芬妮亞回來之後，姐妹兩人相依爲命地生活在一起。
一天夜裏，突然響起了敲門聲，姐姐斯蒂芬妮亞打開了房門，看到是她雇主的兒子麥克斯（Max），麥克斯渾身是血，他向斯蒂芬妮亞哭訴說：他是從前往貝烏热茨集中營的車上逃跑下來，他找了很多非猶太人朋友尋求幫助，但都被拒絕了。無奈之下，只得來到斯蒂芬妮亞家裏尋求幫助。斯蒂芬妮亞同意幫助他，但是擔心幼小的妹妹海倫娜不懂事，把這件事泄露出去。所以叮囑海倫娜一定要保密。斯蒂芬妮亞最初打算收留麥克斯一夜，但未料想這一藏匿就是幾周過去了。同樣，麥克斯也惦念家人和朋友想要幫助他們，並告訴了他們，斯蒂芬妮亞可以幫助收留他們。但斯蒂芬妮亞家裏無法收容太多的難民，於是，她不得不在尋找租借更大的房子以提供難民的安身之處。在她的努力之下，終於她找到了一間較爲寬敞的農舍，裏面有一個大厨房和大閣樓。麥克斯在閣樓修建了一假墻以使外界無法看到裏面。在此期間，姐姐斯蒂芬妮亞甚至不惜假冒猶太人穿梭猶太人隔離區，將其他的猶太人接出來藏匿于此。很快，就在這裏藏匿了13名男女老幼的猶太難民。但是由於實行了食品配給制，對斯蒂芬妮亞來説，如何保證這13個人的食物是一個難題，爲此，這只能通過這些難民的現有財富在黑市換取食物。除此之外，斯蒂芬妮亞在一家德國人經營的兵工廠也找了一份工作。幼小的妹妹海倫娜也盡量幫助姐姐照料難民。
1944年春，一天，一個蓋世太保官員來到農舍，告訴斯蒂芬妮亞，軍隊要徵用這間農舍以用作野戰醫院，並限斯蒂芬妮亞在兩個小時内搬出。在絕望時刻，斯蒂芬妮亞不禁向上帝做了禱告。奇跡的是，當蓋世太保官員再次來臨的時候，告訴她不必搬出，但是要使用其中部分房屋空間。爲此，斯蒂芬妮亞每天都提心吊膽，生怕躲藏在閣樓上的難民發出的聲響會穿過薄薄的墻壁而被發覺。
1944年8月21日，蘇聯空軍轟炸了當地，並向這座城鎮發起了進攻。德國野戰醫院不得不撤離，甚至德國護士也勸波德戈爾斯卡姐妹離開，但斯蒂芬妮亞堅決要留下來。之後，蘇聯軍隊開進了這座城鎮，波德戈爾斯卡姐妹和猶太難民終於獲得了自由。

### 戰後
在波德戈爾斯卡姐妹的保護下，13名猶太難民全部生存了下來。戰後，獲得拯救的麥克斯與救命恩人斯蒂芬妮亞結爲伉儷。夫婦二人後來移居到美國。妹妹海倫娜留在了波蘭，後來她成爲一個内科醫生。當斯蒂芬妮亞受到後人稱贊時，她卻説：“我并沒有做出什麽了不起的事。”1979年11月1日，兩姐妹被以色列授予“國際義人”榮譽獎。

## 影視作品
1996年，“Made-for-TV Movie”公司根據這個真實故事製作了電影《在寂靜中》（Hidden in Silence），影片中的姐姐斯蒂芬妮亞飾演者為凱莉·馬丁，妹妹海倫娜的飾演者為杰瑪·考夫蘭 (Gemma Coughlan)，麥克斯的飾演者為湯姆·雷德克里夫，導演為理查德·科拉。
- YouTube頻道